# Ludwig Prandtl
Ludvig Prandtl, född 4 februari 1875 i Freising, Tyskland, död 15 augusti 1953 i Göttingen, Tyskland, var en tysk forskare inom bland annat strömningsmekanik.

## Biografi
Prandtl studerade maskinteknik i München. Hans doktorsavhandling gällde elasticitet och gjordes med August Föppl som handledare. Han var professor vid Hanovers universitet mellan 1901 och 1904. Därefter blev han professor vid Göttingens universitet, en post innehade livet ut.
Prandtl införde begreppet gränsskikt inom strömningsmekaniken. Han tillhörde grundarna av den moderna hydro- och aerodynamiken. Han har bl. a. studerat motståndet mot kroppars rörelse i olika medier samt lyftkraftens beroende av flygplansvingens form. Han gjorde även många upptäckter inom design av vindtunnlar.